# Enochrus ochropterus
Enochrus ochropterus är en skalbaggsart som först beskrevs av Thomas Marsham 1802.  Enochrus ochropterus ingår i släktet Enochrus, och familjen palpbaggar. Arten är reproducerande i Sverige.